# Плавник
Плавникът (наричан и перка) е анатомичен орган при някои животни, приспособление, позволяващо управление на движенията във въздушна или водна среда; в по-ниска степен и по-рядко се използват, от част от тях, и на сушата. Плавниците са плоски, с различни размери и разположение по тялото.
При рибите и други животни, обитаващи водата, плавниците са основното средство за придвижване. Различават се чифтни и нечифтни плавници.
При морските бозайници и пингвините, които вторично преминават към живот във водата, плавниците се развиват в резултат на редукция на крайниците.